# 대구 팔공산 동봉 석조약사여래입상
대구 팔공산 동봉 석조약사여래입상(大邱 八公山 東峰 石造藥師如來立像)은 대한민국 대구광역시 동구 용수동, 팔공산 중앙봉의 정상에 위치하고 있는 전체 높이 6m에 달하는 거대한 석불입상이다. 1988년 5월 30일 대구광역시의 유형문화재 제20호로 지정되었다.

## 현지 안내문
대구 팔공산 중앙봉의 정상에 위치하고 있는 전체 높이 6m에 달하는 거대한 석불입상이다.
얼굴은 두 볼이 풍만하고 입가에 약간의 미소를 띠고 있어서 자비스러움을 느끼게 한다. 신체에 비해 큰 오른팔은 안쪽으로 늘어뜨렸는데 다섯손가락의 길이가 고르지 않아 부자연스러우며, 왼팔은 가슴 앞으로 올려 무언가를 잡고 있는 듯하나 확실하지 않다. 옷자락 밖으로 노출된 발끝은 발가락의 조각이 뚜렷하여 거대한 불상임에도 안정감을 준다.
거대한 불상에 잘 조화되어 있는 옷주름이나 인상 등의 조각수법으로 보아 관봉(冠峰)의 석조여래좌상과 같은 시대에 만들어진 작품으로 추정된다.

## 개요
거대한 불상에 잘 조화되어 있는 옷주름이나 인상 등의 조각 수법으로 보아 관봉(冠峰)의 석조여래좌상과 같은 시대에 만들어진 작품으로 추정된다.

## 평가
상체에 비해 하체가 넓어 보이며 왼손보다 아래에 있는 오른손이 과장되어 보인다. 이는 아래에서 위로 올려다보는 앙각(仰角, low angle)의 표현기법이다.
서쪽을 바라보고 있는 입상은 마애불과 석불의 장점만을 취한 듯 큰 바위에 환조(丸彫)에 가까운 고부조로 새겼다. 머리는 소발이며 육계는 두툼하지만 높이는 낮다. 양쪽의 귀는 목까지 길게 늘어졌으나 목이 짧아 삼도가 불분명하다. 법의는 통견이다.
얼굴은 두 볼이 풍만하고 입가에 약간의 미소를 띠고 있어서 자비스러움을 느끼게 한다. 신체에 비해 큰 오른팔은 안쪽으로 늘어뜨렸는데 다섯손가락의 길이가 고르지 않아 부자연스러우며, 왼팔은 가슴 앞으로 올려 무언가를 잡고 있는 듯하나 확실하지 않다. 옷자락 밖으로 노출된 발끝은 발가락의 조각이 뚜렷하여 거대한 불상임에도 안정감을 준다.

## 같이 보기
- 대구 팔공산 마애약사여래좌상 - 대구광역시 유형문화재 제3호

## 참고 자료
- 대구 팔공산 동봉 석조약사여래입상 - 국가유산청 국가유산포털